# RT-Thread
RT-Thread는 임베디드 시스템 및 사물 인터넷(IoT)을 위한 오픈 소스 실시간 운영체제(RTOS)이다. 중국에 본사를 둔 RT-Thread 개발팀이 개발했다. RT-Thread는 마이크로 컨트롤러 분야에서 잘 사용되는 오픈 소스 실시간 운영 체제가 없는 중국의 현재 상황을 바꾸는 것을 목표로 한다.
2020년 8월 현재 RT-Thread는 기여자 수가 가장 많은 RTOS 목록에서 3위(Zephyr 및 Mbed에 이어)인 것으로 보고되었다.

## 변형
2006년에 RT-Thread는 주로 프로그래밍 언어 C로 작성된 오픈 소스 실시간 운영 체제(RTOS)로 시작되었다. 2017년에는 리소스가 제한된 마이크로 컨트롤러를 위한 두 번째 변형이 출시되었다. 최소 3kB 플래시 메모리 또는 읽기 전용 메모리(ROM)와 1.2kB 랜덤 액세스 메모리(RAM)가 필요하다. 또한 RT-Thread의 첫 번째 변형은 Standard로 명명되었고 두 번째 변형은 Nano로 명명되었다.

## 같이 보기
- 임베디드 시스템
- 마이크로컨트롤러
- 단일 보드 마이크로컨트롤러